# Kallern
Kallern é uma comuna da Suíça, no Cantão Argóvia, com cerca de 401 habitantes. Estende-se por uma área de 2,67 km², de densidade populacional de 150 hab/km². Confina com as seguintes comunas: Bettwil, Boswil, Sarmenstorf, Uezwil, Waltenschwil.
A língua oficial nesta comuna é o Alemão.